# Antagonista (farmakologia)

Sposób i natężenie odpowiedzi w zależności od rodzaju substancji chemicznej i jej stężenia (full agonist – pełny agonista; partial agonist – częściowy agonista; neutral antagonist – neutralny antagonista; inverse agonist – odwrotny agonista)

Antagonista (z gr. antagōnisma, czyli „opozycja”) – w farmakologii termin o dwóch znaczeniach:
- substancja blokująca normalną pracę receptora
- lek o działaniu przeciwnym do innego leku.

Antagonisty to leki mające powinowactwo do receptora, ale niemające aktywności wewnętrznej. Mogą osłabiać lub znosić działanie agonisty. Wyróżnia się antagonizm konkurencyjny (kompetycyjny), niekonkurencyjny (niekompetycyjny) i czynnościowy, a także chemiczny, funkcjonalny, receptorowy oraz dyspozycyjny.
Antagonizm międzylekowy powoduje hamowanie lub wzajemne znoszenie działania danych leków.